# Фируз Михранид
Фируз Михранид (среднепер. 𐭯𐭩𐭫𐭥𐭰, «победитель») — царь Гугарка и Гардмана на территории Кавказа, правивший с 330 по 361 годы н. э. Основатель династии Михранидов иранского происхождения, ответвления дома Михранов, одного из семи великих домов Парфии.
Он был зятем Мириана III, обращённого в христианство, принадлежавшего к династии Хосроидов, которая также была ответвлением дома Михранидов. В конце концов Фируз также обратился в христианство во время своего правления на Кавказе. 
Умер в 361 году, в Гардмане ему наследовал его сын Хурс, после уже его сын Барзабод, а в Гугарке — неназванный сын, которому позже в 394 году наследовал уже его сын Бакур I.